# Smith Corner
Smith Corner – census-designated place w Kern County, w Kalifornii (Stany Zjednoczone), na wysokości 101 m.